# Juan Augusto Saldívar
Julián Augusto Saldívar (aussi connu sous le nom Posta Leiva) est une ville du département Central au Paraguay.
La population était de 37 374 habitants en 2002.